# Castle Bruce
Castle Bruce este un oraș din Dominica.